# Knoflíkáři
Knoflíkáři jsou český barevný film z roku 1997 režiséra Petra Zelenky, natočený podle jeho vlastního námětu a scénáře Českou televizí. Film obsahuje šest povídek:
1. Štěstí z Kokury
2. Taxíkář
3. Civilizační návyky
4. Poslední slušná generace
5. Pitomci
6. Duch amerického pilota

## Děj
V několika navzájem provázaných povídkách jsou ukázány různé typy lidiček a jejich životní osudy – od taxikáře s nevěrnou ženou, přes psychologa s každodenními rituály, pitomce, který umí doplivnout na lokomotivu, až k lidem, kteří pomocí umělého chrupu v řiti ucvakávají knoflíky z gaučů (ve filmu nazývaní Tverpové). Ale především je tento film o atomové bombě.

## Obsazení
| Pavel Zajíček        | moderátor Rádia 1                                         |
| Jan Haubert          | host                                                      |
| Seisuke Tsukahara    | Japonec v brýlích (povídka Štěstí z Kokury)               |
| Motohiro Hosoya      | vousatý Japonec (povídka Štěstí z Kokury)                 |
| Junzo Inokuchi       | mladý Japonec (povídka Štěstí z Kokury)                   |
| Světlana Svobodová   | Japonka (povídka Štěstí z Kokury)                         |
| David Charap         | 1. pilot (povídka Štěstí z Kokury)                        |
| Richard Toth         | 2. pilot (povídka Štěstí z Kokury)                        |
| František Černý      | taxikář (povídka Taxikář)                                 |
| Michaela Pavlátová   | žena v taxi (povídka Taxikář)                             |
| Jan Čechtický        | muž v taxi (povídka Taxikář)                              |
| Pavel Lagner         | zákazník, deviant na ulici č. 1 (povídka Taxikář)         |
| Zuzana Bydžovská     | manželka taxikáře (povídka Taxikář)                       |
| Jakub Mejdřický      | milenec (povídka Taxikář)                                 |
| Petr Zelenka         | deviant na ulici č. 2 (povídka Taxikář)                   |
| Vladimír Dlouhý      | psycholog (povídka Civilizační návyky)                    |
| Marek Najbrt         | pacient (povídka Civilizační návyky)                      |
| David Černý          | chlapec (povídka Civilizační návyky)                      |
| Olga Dabrowská       | dívka (povídka Civilizační návyky)                        |
| Mirek Wanek          | hudebník (povídka Civilizační návyky)                     |
| Jiří Kodet           | hostitel (povídka Poslední slušná generace)               |
| Inka Brendlová       | hostitelka (povídka Poslední slušná generace)             |
| Bořivoj Navrátil     | Jiří (povídka Poslední slušná generace) – tverp           |
| Alena Procházková    | Marta (povídka Poslední slušná generace)                  |
| Rudolf Hrušínský ml. | muž, který nepřispěl (povídka Pitomci)                    |
| Eva Holubová         | žena muže, který nepřispěl (povídka Pitomci)              |
| Minna Pyyhkala       | postava z dokumentu (povídka Pitomci)                     |
| Artemio Benki        | postava z dokumentu (povídka Pitomci)                     |
| Siegfried Markovitz  | postava z dokumentu (povídka Pitomci)                     |
| Dennis Moran         | postava z dokumentu (povídka Pitomci)                     |
| Mariána Stojlovová   | dívka vyvolávající duchy (povídka Duch amerického pilota) |
| Bára Brodská         | dívka vyvolávající duchy (povídka Duch amerického pilota) |
| Julie Stolpovskich   | dívka vyvolávající duchy (povídka Duch amerického pilota) |
| Barbora Johnová      | dívka vyvolávající duchy (povídka Duch amerického pilota) |

## Další tvůrci
- pomocná režie: Martina Koulová
- dramaturgie: Olga Dabrowská, Čestmír Kopecký
- výtvarník: David Černý
- výprava: Miloš Farský ml., Miloš Farský
- vedoucí výroby: Alexej Guha

## Hudba
1. Aleš Březina: „Fuck Weather“ /cyklus/
2. „The End“ – zpěv Nico
3. „That Is a Question“ – zpěv Zbytky Charismatu
4. „You Ain't Me“ – zpěv Frank Black

## Kontroverze
Dle Ivana Adamoviče je povídka Pitomci adaptací povídky The Big Space Fuck („Velký vesmírný pich“; 1972) Kurta Vonneguta, adaptací volnou, leč zjevnou a nepřiznanou – zatímco autorem námětu je uveden jen Zelenka, Vonnegutovo jméno se v titulcích neobjevuje. O náhodě těžko mluvit, uzavírá Adamovič, neboť Zelenka je autorem knihy o Vonnegutově díle.

## Recenze
- Marek Dobeš, Ikarie [2]